# Rutelisca durangoana
Rutelisca durangoana är en skalbaggsart som beskrevs av Ohaus 1905. Rutelisca durangoana ingår i släktet Rutelisca och familjen Rutelidae. Inga underarter finns listade i Catalogue of Life.